# Schwimmwanze

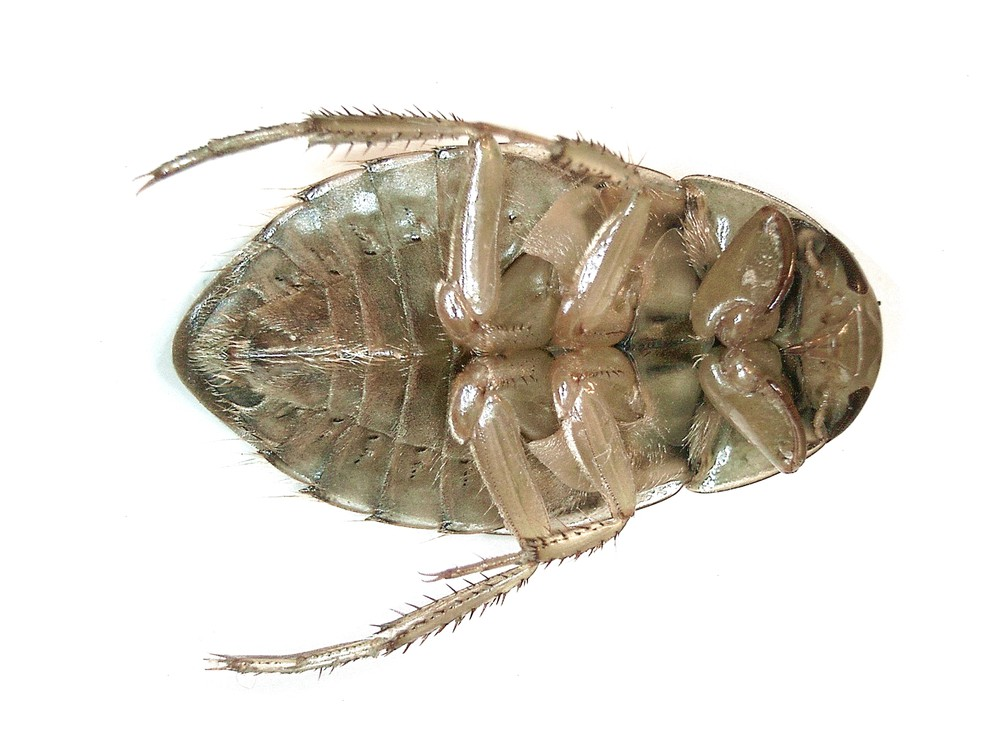
Unterseite eines Exemplars aus den Niederlanden.

Die Schwimmwanze (Ilyocoris cimicoides) ist eine Art der Schwimmwanzen und deren einzige auch in Mitteleuropa vorkommende Art.

## Merkmale
Die Art wird 12–16 mm lang. Die Gestalt erinnert an Schwimmkäfer. Der Körper ist oval abgeflacht, die Deckflügel sind dunkelbraun, gelbbraun oder olivgrün gefärbt. Die Beine, vor allem die Hinterbeine, sind dicht besetzt mit langen Schwimmhaaren. Die Vorderbeine sind dolchartig zu Fangbeinen umgewandelt. Die Fühler sind sehr kurz und von oben nicht sichtbar. Der Stechrüssel ist ebenfalls sehr kurz und dreigliedrig. Die Art besitzt zwar voll ausgebildete Flügel, aber die Flugmuskulatur ist so schwach, dass die meisten Exemplare der Art flugunfähig sind.

## Verbreitung und Lebensraum
Die Art ist in weiten Teilen Europas über den Kaukasus und Zentralrussland bis nach China und Korea beheimatet. Die meisten Nachweise stammen aus Mitteleuropa. In Deutschland ist die Art weit verbreitet und nicht selten.
Sie findet sich vor allem in Stillgewässern, wie Seen, Tümpeln, Sümpfen, Pfützen, aber auch in langsam fließenden Gewässern, wie beispielsweise Kanälen. Bevorzugt werden Gewässer mit reicher Vegetation.

## Lebensweise
Adulte Exemplare überwintern an Land oder im Wasser. Ab Februar kommt es zur Fortpflanzung. Im April und Mai legt das Weibchen mit einem Legebohrer seine Eier in Stängel und Blätter von Unterwasserpflanzen. Ab dem Spätsommer erscheinen adulte Exemplare der neuen Generation. Im Lebenszyklus kommt es zu 5 Häutungen, pro Jahr gibt es nur eine Generation.
Die Schwimmwanze kann ausgezeichnet schwimmen und tut dies mit dem Rücken nach oben. Zum Luftholen muss sie an die Wasseroberfläche schwimmen, dabei bringt sie den Rücken an die Oberfläche. Mit der unter den Deckflügeln aufgenommenen Luftblase kann sie sehr lange unter Wasser atmen. Sie lebt räuberisch von kleinen Tieren, wie Insekten, deren Larven, anderen Wirbellosen, aber auch Larven von Amphibien und kleinen Fischen. Die Beute wird mit Hilfe ihrer Fangbeine ergriffen und mit ihrem Stechrüssel durchbohrt. Mit diesem können Schwimmwanzen auch sehr schmerzhaft stechen.
Zum Aufsuchen neuer Heimatgewässer läuft die Art nachts über Land. Ihre Beine sind weniger zurückgebildet als bei vielen anderen Wasserwanzen, sodass eine Fortbewegung an Land möglich ist.

## Taxonomie
Von Carl von Linné wurde die Art 1758 unter dem Namen Nepa cimicoides erstbeschrieben.